# سیارک ۲۷۲۷۷
سیارک ۲۷۲۷۷ (به انگلیسی: 27277 Pattybrown، نامگذاری:2000AY55)۲۷۲۷۷مین سیارک کشف شده‌است که در ۰۴ ژانویه ۲۰۰۰ کشف شد.